# Siegfried Richter
Siegfried Richter (* 15. November 1922 in Gröditz; † 27. September 2000) war ein deutscher Unternehmer und Mäzen.

## Leben

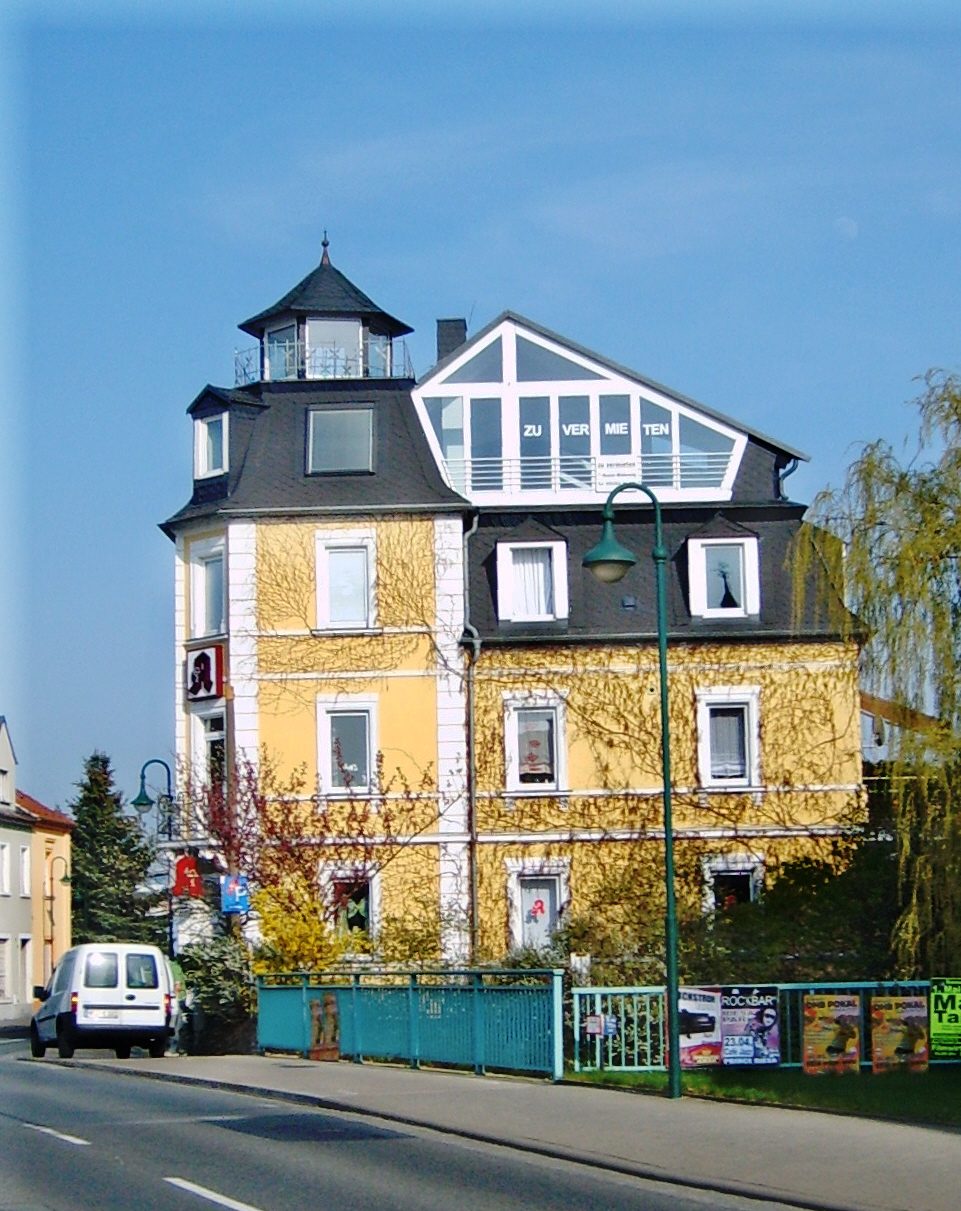
Geburtshaus von Siegfried Richter in Gröditz

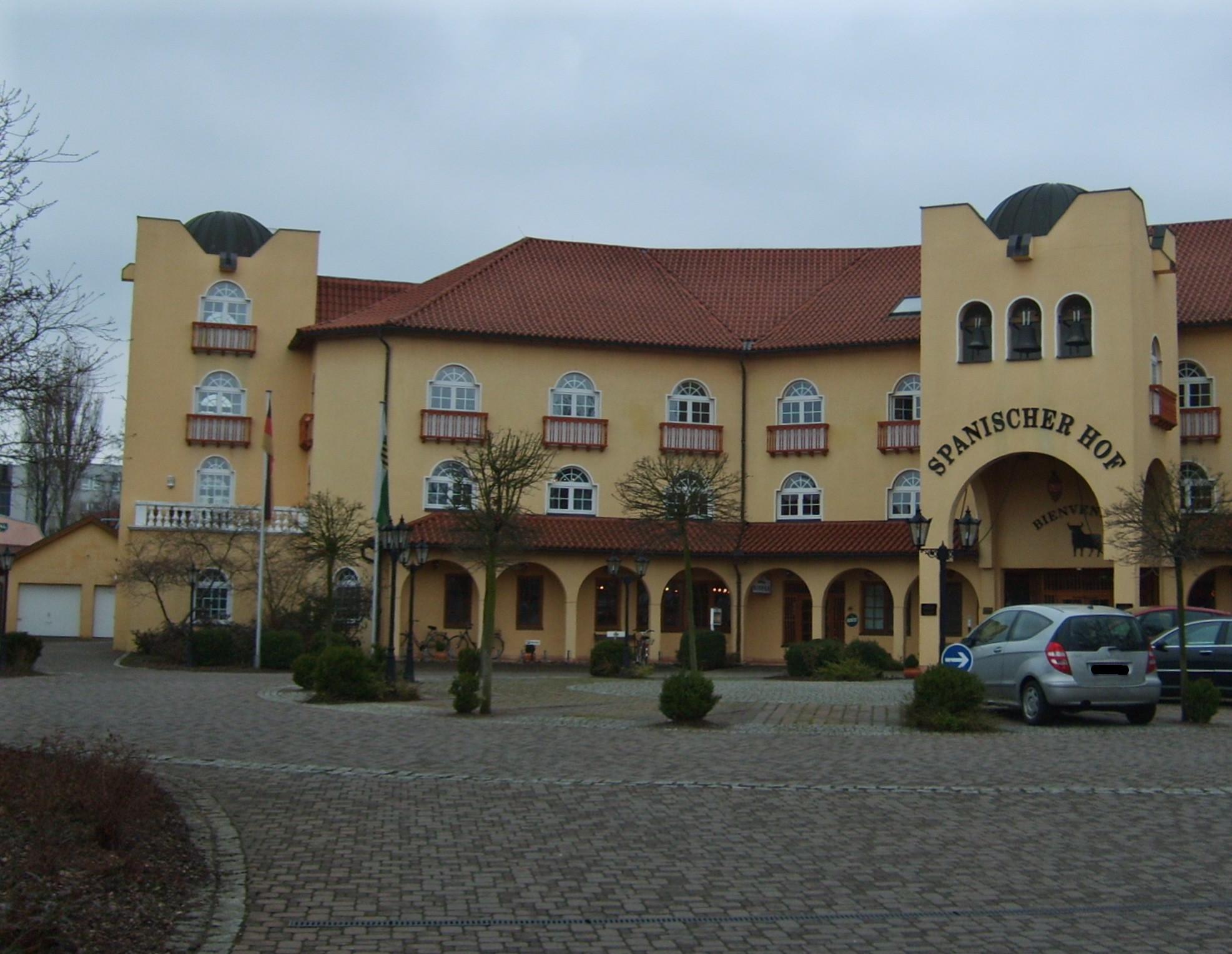
Hotel „Spanischer Hof“ in Gröditz

Richter wurde 1922 als Sohn eines aus Bomsdorf stammenden Sattlermeisters geboren, der in Gröditz einen Handwerksbetrieb besaß, in dem unter anderem auch Polstermöbel hergestellt wurden. In Chemnitz erlernte er den Beruf des Polsterers. Nachdem der elterliche Betrieb, der nach dem Zweiten Weltkrieg innerhalb von eineinhalb Jahren von 1 auf 25 Mitarbeiter gewachsen war, 1948 zwangsverpachtet worden war, gründete Siegfried Richter am 1. August 1948 im hessischen Winkel im Rheingau mit „Polster-Richter“ ein eigenes Unternehmen. Der Betrieb erwirtschaftete zwanzig Jahre später 25 Millionen Mark Umsatz und 1981 besaß der Betrieb 66 Filialen mit einem Umsatz von etwa 95 Millionen Mark.
Nach der Wende kehrte Richter, der sein Unternehmen 1987 an seinen ältesten Sohn übergeben hatte und seinen Ruhestand auf der spanischen Ferieninsel Teneriffa verbrachte, in seine Heimatstadt Gröditz zurück und wurde am 15. November 1992 ihr Ehrenbürger, denn der Unternehmer initiierte und förderte zahlreiche Projekte in der Kleinstadt. So initiierte er in Gröditz zunächst den Wettbewerb „Gröditz soll schöner werden“. Mit mehr als 615.000 Mark unterstützte er das Projekt, um Fassaden in der Stadt zu erneuern. Unternehmensgründungen im Fertigungs-, Handels- und Dienstleistungsbereich in Gröditz bezuschusste er mit 10.000 Mark, wenn diese mindestens ein Jahr existierten, wodurch 25 neue Betriebe entstanden. 1996 bekam Richter auf Initiative der Gröditzer CDU das Bundesverdienstkreuz verliehen.
Am 1. August 1997 wurde unweit des Gröditzer Stahlwerkes das Hotel „Spanischer Hof“ an der Röder feierlich eröffnet, zu welchem er einen Großteil der Entwürfe selbst fertigte. In den Bau des im Pseudo-maurischen Stil errichteten Vier-Sterne-Hotels investierte Richter 15 Millionen Mark. 2,5 Millionen der Investitionskosten schoss das Land Sachsen zu. Das Hotel vererbte Richter später der Stadt und dessen Gewinn sollte zunächst in die 1998 begonnene Sanierung der Gröditzer Schwimmhalle investiert werden.
Für seine Verdienste bekam er am 20. Juli 1998 vom damaligen sächsischen Ministerpräsidenten Kurt Biedenkopf in Dresden den Sächsischen Verdienstorden überreicht. Seit dem 10. August 2001 trägt eine Gröditzer Schule den Namen Mittel- bzw. Oberschule „Siegfried Richter“.

## Schriften
- Siegfried Richter: Unter der Glückshaube. Die nicht ganz alltägliche Entwicklung der Firma Polster Richter und Ihres Gründers. Selbstverlag, 1993, ISBN 978-3-9803514-0-9.
- Siegfried Richter: Der Mutmacher. Ein Sachse kehrt heim. Aufbau Ost einmal anders. Von POLSTER RICHTER zum SPANISCHEN HOF. Selbstverlag, Leipzig 1999, ISBN 978-3-00-004177-8.

## Hörfunk
- Der gute Mensch von Gröditz – Porträt eines Mäzens., Moderation: Fritz Jahn, Regie: Barbara Entrup, Produktion: SFB-ORB 1999, 40 min.[1]